# Хибральфаро

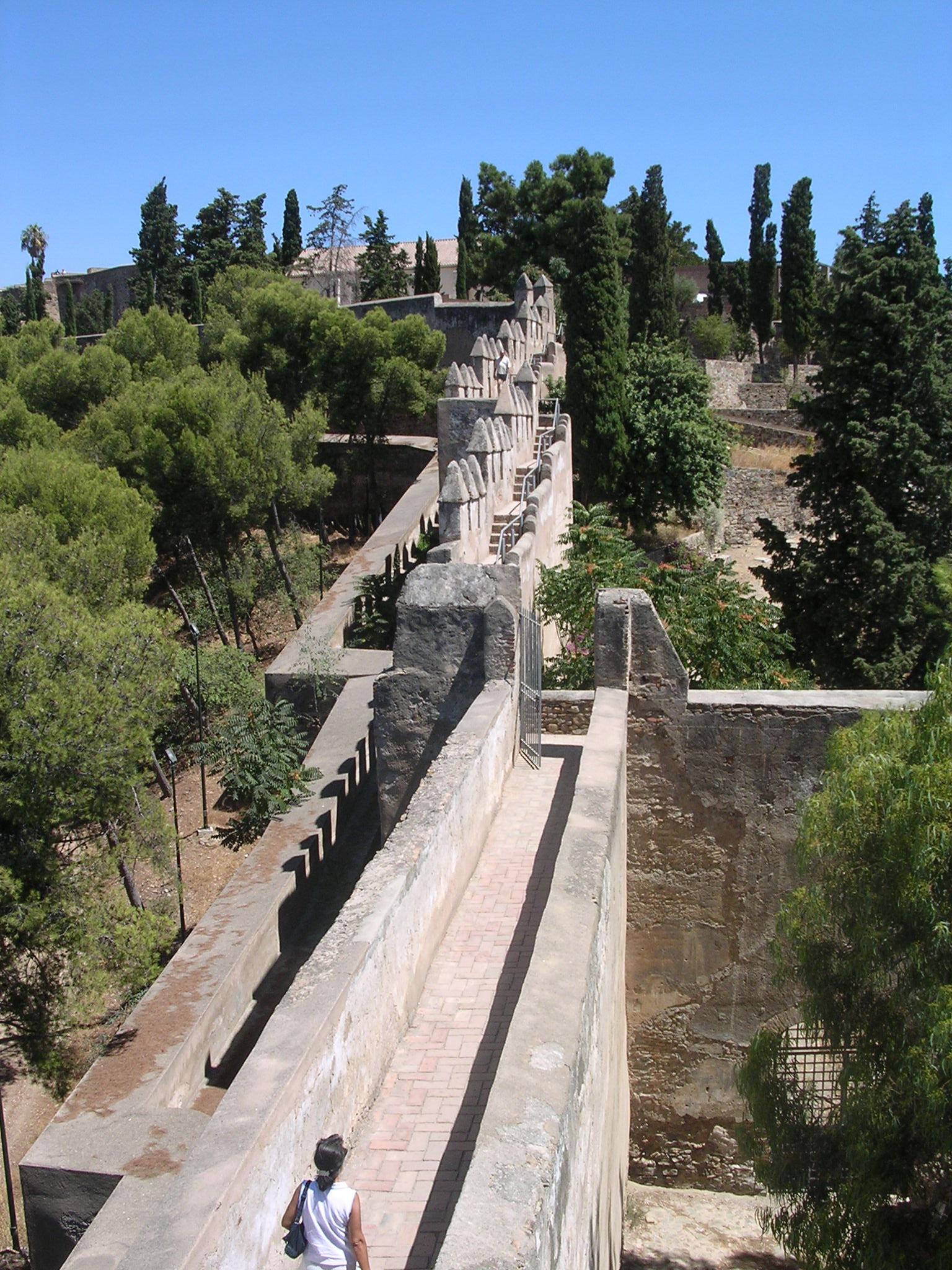
Крепость Хибральфаро

Арабская крепость Хибральфаро (исп. Castillo de Gibralfaro) сохранилась в руинах на горе, возвышающейся над Малагой. Достопримечательность города.
Хибральфаро соединён с Малагской алькасабой длинным проходом между двух стен и составляет с ними единый комплекс. Крепость окружена двойным рядом стен, между которыми имеется узкий проход, причём внутренняя стена значительно выше внешней. Вход в крепость находится в западной башне.
Крепость была построена на некогда финикийской стороне города кордовским халифом Абд ар-Рахманом III в 929 году и значительно перестроена в XIV веке по указу гранадского эмира Юсуфа I и получила своё название в честь находившегося там маяка. Осада крепости во времена Реконкисты продолжалась три месяца, и после её взятия в ней поселился католический король Фердинанд.
С Хибральфаро открывается уникальный вид на Малагу и местную арену для корриды. В центре крепости разместилась выставка доспехов, мечей и других предметов исторического значения.